# Claude Rousseau
Claude Rousseau, né le 28 novembre 1928 à Dinard et mort le 26 décembre 2010, est un mécanicien, un pilote d'avions et un chef d'entreprise français.
Il a en particulier créé et dirigé la compagnie aérienne Rousseau Aviation au début des années 1960. Cette entreprise a été le plus gros employeur de la ville de Dinard à la fin des années 1960. Entre 1981 et 2006, il travaille dans la photographie aérienne en Afrique.

## Biographie

### Formation
Claude Rousseau achève ses études élémentaires en juin 1944, cependantle débarquement allié empêche la tenue des épreuves du brevet  cette année là. Entre 1944 et 1947, il suit des études de dessin industriel, mécanique et ajustage. En parallèle son père, mécanicien de son état, lui apprend les bases de la mécanique moteur.
C'est en 1947 qu'il effectue son baptême de l'air à l'aéroclub de Pleurtuit. Par la suite il effectue l'entretien mécanique d'avions en échange de cours de pilotage.
Son service militaire se déroule à la base aérienne de Rabat au Maroc, en 1948.

### Vie professionnelle

#### Époque dinardaise
Le 1er mars 1953 Claude Rousseau installe les « Ateliers aéronautiques de la Côte d’Émeraude » au 28 rue de la Vallée à Dinard, la première entreprise qu'il créé occupe un hangar de 150 m2 et emploie 3 personnes dont Claude Rousseau lui-même. Quelque temps plus tard, il est autorisé à installer son activité sur le terrain de l'aéroport, par le commandant de l'aéroport Jacques Martin.

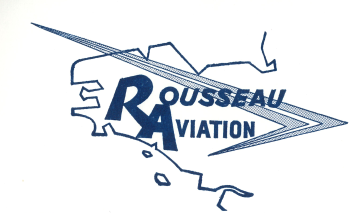
Logo

En juillet 1963 C.Rousseau achète un avion Douglas DC-3, à crédit. L'avion piloté par Rousseau effectue un vol inaugural vers Jersey en transportant les salariés de l'entreprise. Rousseau Aviation est née.
Sous sa direction, la compagnie opère sur 7 lignes nationales, et une douzaine de lignes interrégionales, elle comptera jusqu'à 350 salariés à son apogée. Dans les années 1970, la compagnie Rousseau Aviation est la plus importante compagnie aérienne régionale de France. En plus de son activité de transport aérien (passagers et frêt), la société construit, vend et répare des avions, construit des répliques d'avions anciens pour le cinéma et expérimente la création de multiples engins à moteurs. C'est ainsi que Rousseau pilote trois Fokker D.VII de 1914 jusqu'en Irlande, pour le tournage du Crépuscule des aigles, ou un hydravion Latécoère, au dessus du lac du Bourget (zone militaire normalement interdite au survol).
En 1971, Claude Rousseau reçoit le prix « Vie Française de l'expansion régionale ».
En 1972, Rousseau Aviation est en difficulté financière. Claude Rousseau est évincé du poste de PDG,après un bref retour dans la société comme représentant de nouveaux actionnaires, il donne définitivement sa démission le 13 septembre 1973.
Entre 1973 et 1981, Il réalise des prestations pour différentes entreprises locales, comme pilote et mécanicien. Ce qui lui permet notamment de passer une qualification comme pilote de montagne en 1975, à Courchevel et  une qualification pour le pilotage aux Antilles sur les pistes courtes des îles.
Il pilote une réplique de l'avion Blériot, sur la plage de l'écluse à Dinard, comme Roland Garros avant lui, en mai 1980 dans le cadre de la fête 1900.

#### Époque africaine

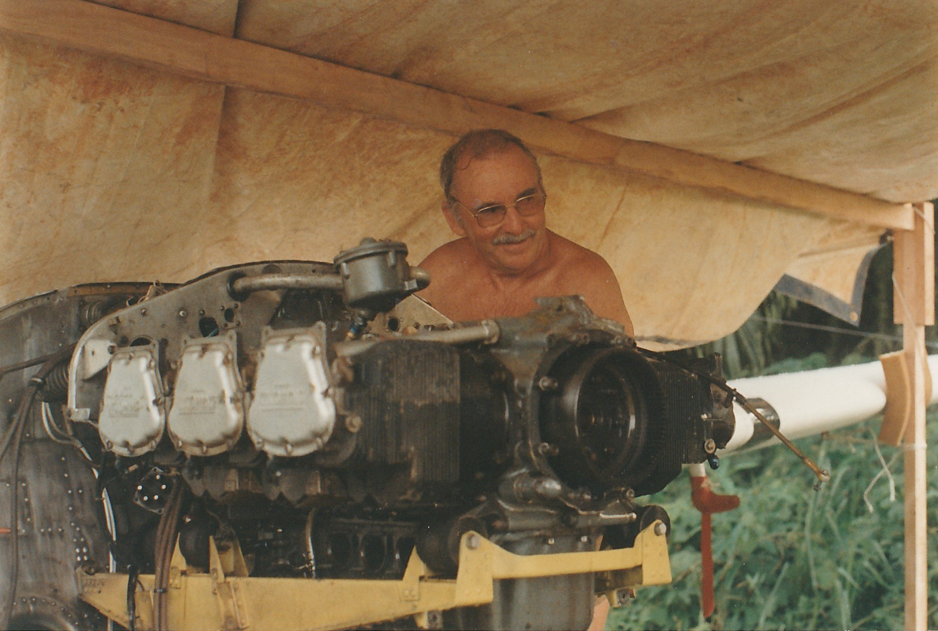
Claude Rousseau, réparant un moteur d'avion,en l'an 2000, Makouké, Gabon.

En décembre 1981, il se lance dans la photographie aérienne en Afrique, d’abord aux commandes d'un bimoteur Queen Air, puis à partir de 1988 d'un bimoteur Bonanza immatriculé F-BAUA.
Ses premières missions sont effectuées au Mozambique.
En 1988, il est rejoint en Côte d'Ivoire, par sa seconde épouse, Marie-Thérèse, et équipe le BAUA pour la photographie aérienne. Il effectue alors des missions pour la direction nationale de l'urbanisme dans le cadre de la construction de routes, et réalise un travail de cartographie d'une plantation de palmes.
En 1994, il travaille au Burundi alors que le pays est en proie au génocide des Tutsis.
Ses activités professionnelles en Afrique prennent fin en août 2002 après avoir effectué un voyage de 32 heures vers la France, aux commandes de son avion.

## Vie privée
Claude Rousseau et Jacqueline Robert se marient le 29 avril 1953. Madame Jacqueline Rousseau décède le 19 décembre 1985. Claude Rousseau épouse Mme Marie-Thérèse Primault en seconde noces, avec qui il passe le restant de ces jours.

## Décorations
- Officier de l'ordre national du Mérite français (enregistré sous le no 18507, le 10 juillet 1971)
- Officier de l'Ordre du Croissant vert des Comores (scellé et enregistré sous le no 295, par arrêté du 4 juillet 1969)
- Médaille de l'Aéronautique (décerné sous le no 19284, par le décret du 21 septembre 2005)